# Kratès van Athene (filosoof)

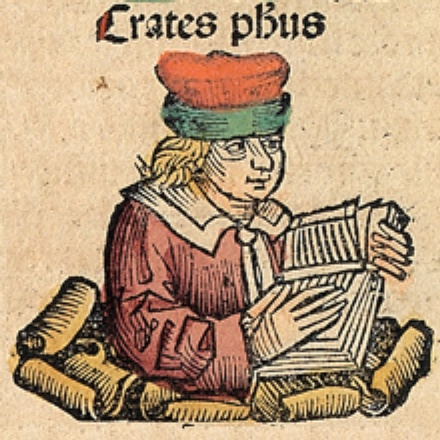
Krates van Athene, zoals afgebeeld in de Kroniek van Neurenberg

Kratès van Athene (Oudgrieks: Κράτης, Krátês), zoon van Antigenes van de deme Thriasia, was een stoïcijns filosoof in de 3e eeuw v.Chr.

## Leven
Krates was een leerling en vriend van Polemon van Athene en werd diens opvolger als hoofd van de Stoïcijnse school. De vriendschap tussen beide was erg intens en werd in de klassieke tijd dikwijls aangehaald als voorbeeld. Diogenes Laërtius heeft een epigram overgeleverd van de dichter Antagoras waarin de anekdote verteld wordt dat de beide samen begraven werden in één tombe. De belangrijkste leerlingen van Kratès waren de filosoof Arkesilaos, Theodoras en Bion van Borysthenes.

## Werk
Alle geschriften van Kratès zijn verloren gegaan. Volgens Diogenes Laërtius omvatte zijn werk zowel filosofische werken, alsook komedies en redevoeringen. Deze laatste moeten echter waarschijnlijk toegeschreven worden aan Kratès van Tralles (Diog. Laert., IV 21—23.).

## Antieke bron
- (en)  Diogenes Laërtius, Leven en leer van beroemde filosofen (Leven van Kratès)

## Referentie
- A. Stahr, art. Crates (1), in W. Smith (ed.), A dictionary of Greek and Roman biography and mythology, I, Boston, 1867, p. 883.